# Anomalopus brevicollis
Anomalopus brevicollis е вид влечуго от семейство Сцинкови (Scincidae). Видът не е застрашен от изчезване.

## Разпространение
Разпространен е в Австралия (Куинсланд).